# Riepenwand
Le Riepenwand est une montagne culminant à 2 774 m d'altitude dans les Alpes de Stubai.

## Géographie
Le Riepenwand se situe dans le chaînon du Kalkkögel entre le Schlicker Seespitze au sud et le Große Ochsenwand au nord-est. À l'est se trouvent des flancs escarpés donnant sur le Schlick.

## Histoire
Le 6 mai 2011, sur la face nord, a eu lieu un écroulement d'environ 1 000 m3 ; il est suivi d'un second un mois et demi après.

## Activités
Pour protéger le domaine de ski de Schlick 2000, des avalanches sont régulièrement déclenchées.

### Ascension
Il n'existe pas de sentier menant au sommet du Riepenwand. La voie normale part du refuge Adolf-Pichler jusqu'au col du Riepen entre le Riepenwand et le Große Ochsenwand et est le plus souvent d'une difficulté 1 avant le flanc nord-est vers le sommet. Cette voie correspond à la première ascension en 1883 par Karl Gsaller. Une autre voie par la face nord est d'une difficulté 2-3. Cette voie est rarement prise et par des skieurs. Le Netzerweg, ouvert en 1914 sur la face nord-est, d'une difficulté 4, est l'une des voies les plus empruntées des Alpes de Stubai, surtout pour la traversée difficile et exposée appelée Fliegerbandl. Des alpinistes renommés comme Matthias Auckenthaler, Reinhard Schiestl ou Andreas Orgler ont ouvert des voies d'une difficulté 5. Du Seespitzscharte, le col entre le Riepenwand et le Schlicker Seespitze, deux voies d'une difficulté 2 mènent au sommet ; au sud et au sud-est se trouvent des voies d'une difficulté 3 et 4.